# Journal of Applied Physics
Das Journal of Applied Physics (Kurzform gemäß ISO 4: J. Appl. Phys., oft auch JAP) ist eine wissenschaftliche Fachzeitschrift mit Peer-Review, die seit 1931 vom American Institute of Physics herausgegeben wird. Der Schwerpunkt liegt auf dem Verständnis der physikalischen Grundlagen der modernen Technologie.
Als wissenschaftlicher Herausgeber ist seit dem 1. Juli 2014 der Deutsche André Anders (damals Lawrence Berkeley National Laboratory, inzwischen Leibniz-Institut für Oberflächenmodifizierung) tätig. Seine Stellvertreter sind Christian Brosseau
(Universität der Westbretagne, Frankreich), Laurie E. McNeil (University of North Carolina at Chapel Hill, USA) und Simon R. Phillpot (University of Florida, USA).
Das Journal erscheint mit jährlich 48 Ausgaben, also im Wesentlichen wöchentlich. Mit einem Impact Factor von 2,546 für das Jahr 2020 nimmt das JAP in den Journal Citation Reports den 79. von 160 Plätzen im Themenbereich Angewandte Physik ein.

## Geschichte
Das Journal war ursprünglich im Besitz der American Physical Society und in den ersten sieben Ausgaben als Physics bekannt. Im Januar 1937 ging es in den Besitz des American Institute of Physics über, in Einklang mit den Bemühungen der American Physical Society, die Stellung der Physik als Beruf zu verbessern (in line with the efforts of the American Physical Society to enhance the standing of physics as a profession).